# NMBS HLE 2130
NMBS HLE 2130 is een elektrische locomotief van de Belgische nationale spoorwegmaatschappij NMBS. In 1993 werd deze locomotief uit reeks 21 omgebouwd op de NMBS-werkplaats te Salzinnes en omgedoopt tot locomotief 1901, waardoor de nieuwe reeks HLE 19 ontstond. De tractie-installatie werd voorzien van thyristor-GTO-techniek en de motoren werden vervangen door driefase-inductiemotoren. Ook was de locomotief geschikt om op het 25 kilovolt-wisselspanningsnet te rijden. Als gevolg op de proeven met deze locomotief bestelde de NMBS de reeks HLE 13. In 2001 werd de 1901 in Salzinnes weer omgebouwd tot 2130.
Bij de levering van de HLE 18 is er een nieuwe reeks HLE 19 ontstaan. Deze locomotieven zijn identiek aan de HLE 18, maar zijn standaard uitgerust met een automatische GF-koppeling om snel splitsen en samenvoegen van treinen mogelijk te maken.